# Circus Circus Las Vegas
Para el hotel homónimo ubicado en Reno, Nevada, véase Circus Circus Reno.
Circus Circus Las Vegas es un hotel y casino de 9.383 m² ubicado en Las Vegas Strip, Winchester, Nevada, cuyo tema es el Circo. Es propiedad y operado por MGM Mirage. El Circus Circus tiene espectáculos circenses todos los días y cuenta con el único parque recreacional para vehículos en el Strip, proveyendo espacios adicionales a los 399 estacionamientos con que cuenta, operados por Kampgrounds of America (KOA).
Circus Circus Las Vegas es el circo permanente más grande del mundo. La figura del payaso ubicado en la entrada fue provisto por la compañía Young Electric Sign Company.

## Historia
Circus Circus fue inaugurado el 18 de octubre de 1968 por Jay Sarno, convirtiéndose en la atracción más importante para Circus Circus Enterprises.
Muchas renovaciones importantes se llevaron a cabo en 1997, como el cambio de tema de "circo americano" a un estilo "circo francés-canadiense", además de la construcción de una nueva torre de 35 pisos.
El hotel podría ser demolido o reconstruido.[cita requerida] Según reportes del MGM Mirage, el sitio del Circus Circus "no hace uso económico de los 44 acres en los que está construido, creemos que demoler la torre actual y reconstruir un nuevo edificio con un diferente estilo (y manteniendo el actual nombre del Circus Circus) sería nuestro nuevo interés."

### Circus Circus en la cultura popular

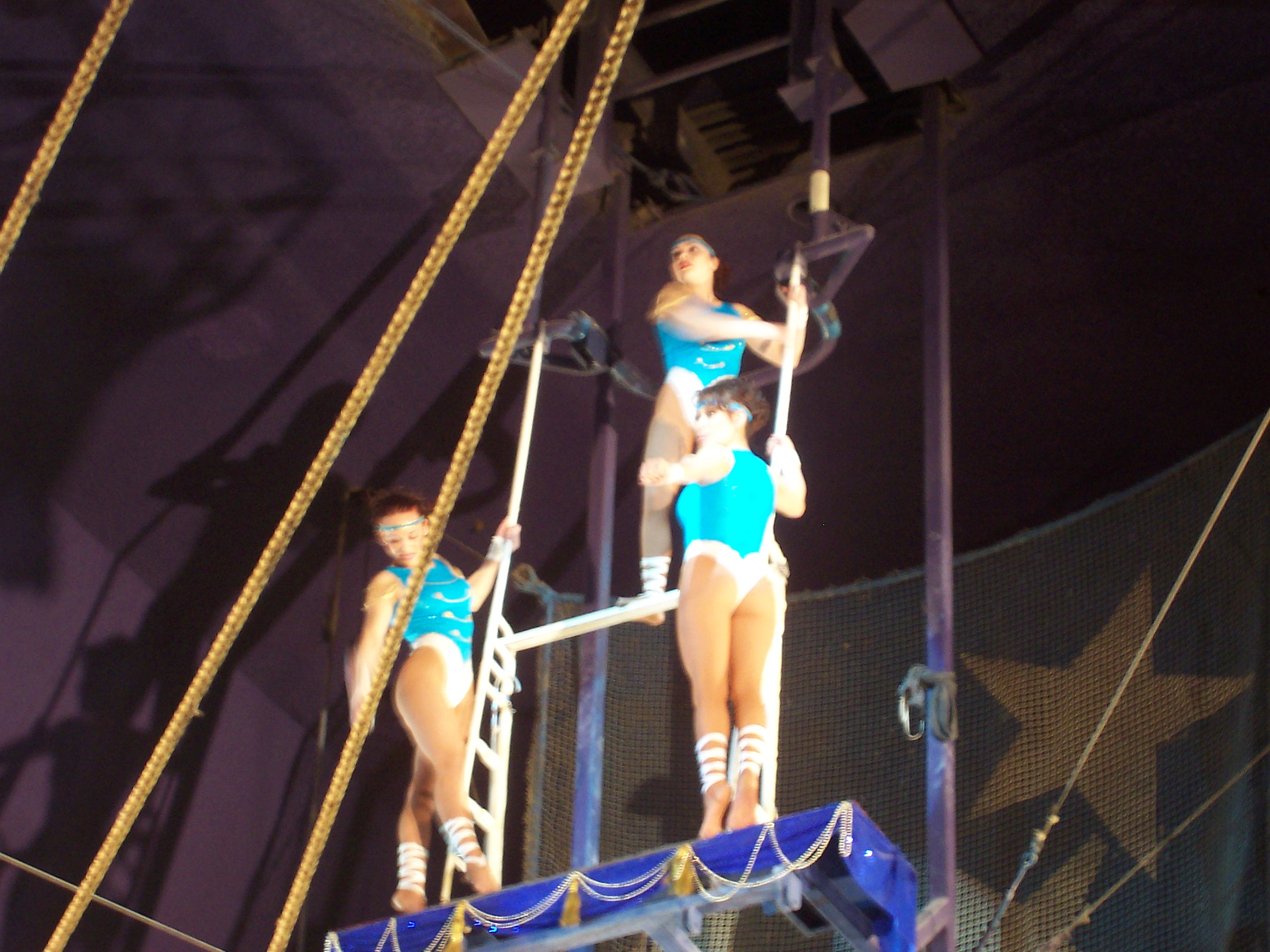
Acróbatas en el Circus.

El hotel se hizo famoso por ser parte de la película de James Bond de 1971 Diamonds Are Forever.
El Adventuredome y la montaña rusa Canyon Blaster fueron mostrados en la película de 1999 Baby Geniuses. El parque temático en la película se llamaba "Joyworld".
Circus Circus fue remodelado virtualmente en el videojuego Grand Theft Auto: San Andreas en la tercera isla, Las Venturas. En el juego, el hotel se llamaba "The Clown's Pocket" y aparecía en construcción una nueva extensión del hotel, ubicada detrás del hotel principal. El Circus Circus sólo fue incluido en la misión de "Robo al banco de Caliguia" en la cual Carl Johnson realiza un escape falso por el techo del payaso que está en el hotel para posteriormente robar un helicóptero para alejarse de la policía. 
En Austin Powers: International Man of Mystery, Austin y Vanessa se arremeten dentro del Circus Circus.

## Parque temático Adventuredome

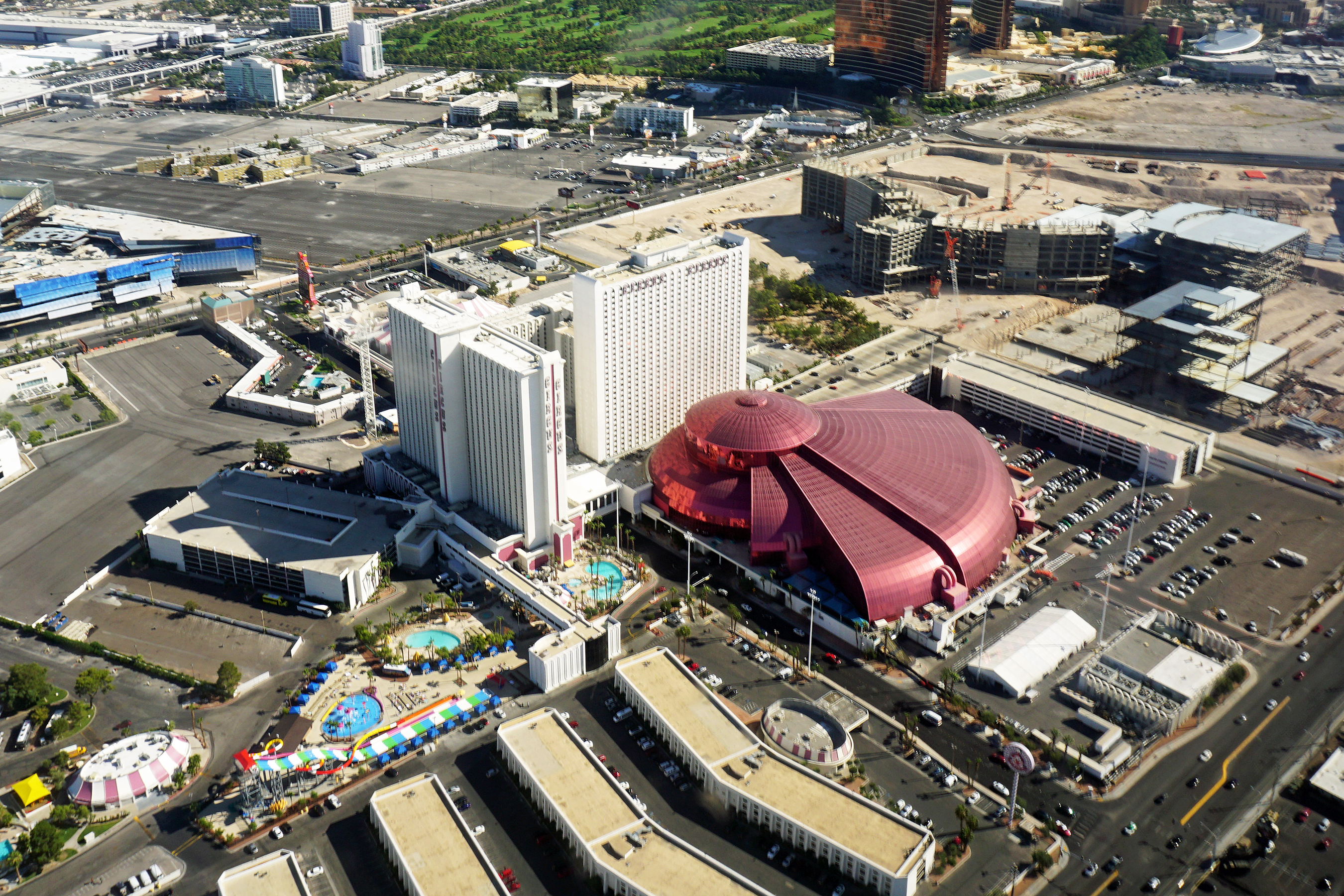
El hotel Circus Circus a lado del Adventuredome.

Adventuredome es un Parque de atracciones anteriormente conocido como Grand Slam Canyon situado en Circus Circus en Las Vegas , Nevada. El Adventuredome abrió sus puertas en 1993 en el estacionamiento oeste del hotel. El parque cuenta con 25 atracciones y lugares de interés y está conectado con el hotel a través del paseo marítimo. El parque de atracciones incluye dos montañas rusas llamada Canyon Blaster y El Loco, hay un minigolf de 18 hoyos, Zona de Xtreme, Pikes Pass, Zona de Realidad Virtual, Juegos Midway, y carnaval-tipo juegos. Cada mes de octubre desde 2003, el Adventuredome se cambia a Frightdome como un parque de atracciones con temática de Halloween.

## Servicios y entretenimiento

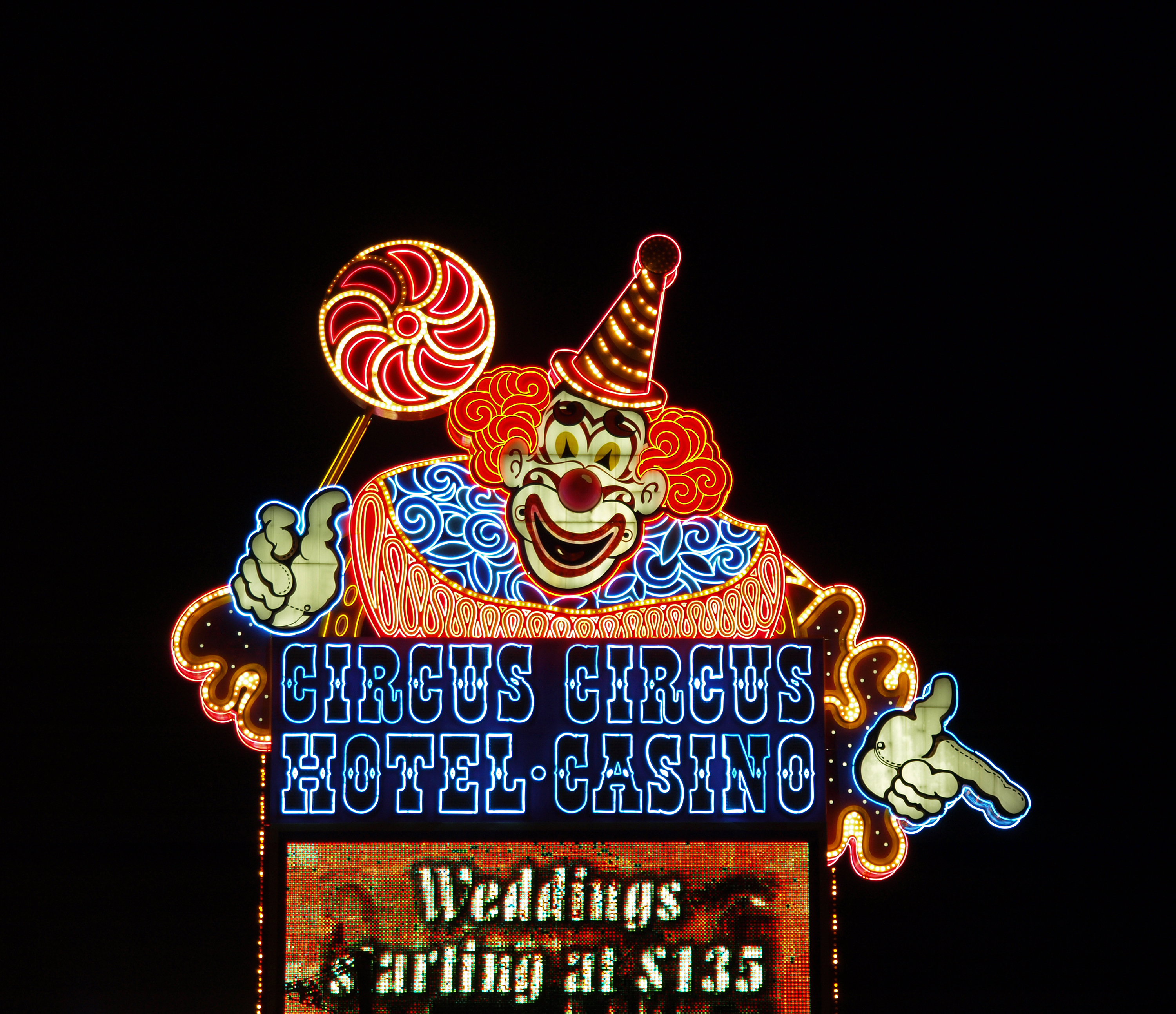
Payaso del Circus Circus.

Además del casino y el parque temático Adventuredome, el Circus Circus ofrece:
- Salones para convenciones con espacio para más de 800 personas y películas xxx pagas.
- Race and Sports Book, con 80 asientos y 18 pantallas gigantes y 200 reclinables dobles para 2 personas .
- Tres piscinas nudistas .
- "The Midway", juegos Arcade para ganar juguetes, etc.